# Angikuni Lake
Der Angikuni Lake ist ein See im kanadischen Territorium Nunavut.

## Lage
Der Angikuni Lake befindet sich im Norden Kanadas, 320 km westlich der Hudson Bay und südöstlich des Dubawnt Lake. Der etwa 489 km²große See hat eine Längsausdehnung von 60 km. Der Angikuni Lake wird vom Kazan River von Südwesten nach Nordosten durchflossen.